# Institut d'études internationales de Barcelone
L’Institut d'études internationales de Barcelone (IBEI) (Catalan: Institut Barcelona d'Estudis Internacionals, Espagnol: Instituto Barcelona de Estudios Internacionales, Anglais: Barcelona Institute of International Studies) est un institut inter-universitaire de recherche et un centre d’enseignement supérieur situé à Barcelone. Il a été créé en 2004, de manière conjointe par cinq universités publiques de Barcelone (l’université Pompeu Fabra, l’université de Barcelone, l’université autonome de Barcelone, l’université polytechnique de Catalogne et l’université ouverte de Catalogne) et le CIDOB (Barcelona Centre for International Affairs), avec comme objectif de développer la formation avancée et la recherche en relations internationales et d’autres matières connexes. 

## Localisation
Pendant les dix premières années après sa création, l’IBEI était basé carrer d’Elisabets, dans le quartier du Raval de la vieille ville de Barcelone. L’édifice daté du XVIe siècle, situé à côté du CIDOB, fait partie de l’ensemble de la Casa de la Misericòrdia, une ancienne école pour orphelins. En 2014, devant la nécessité d’agrandir ses locaux en prévision de son développement, l’IBEI déménage sur le Campus de la Ciutadella de l’Université Pompeu Fabra, à côté du zoo de Barcelone, du Parc de la Ciutadella et du Port olympique. 
L’IBEI se trouve dans le bâtiment Mercè Rodoreda, récemment construit, carrer Ramón Trias Fargas 25-27. L’Institut partage ce bâtiment avec différents groupes de recherche de l’Université Pompeu Fabra ; il a accès à toutes les infrastructures du campus et aux bibliothèques de l’Université de Barcelone, l’Université autonome de Barcelone et l’Université Pompeu Fabra. 

## Personnalité juridique
L’Institut d’études internationales de Barcelone a la forme juridique de fondation privée. C’est une entité à but non lucratif, qui bénéficie, depuis son acte de fondation et son inscription au Registre des fondations de la Généralité de Catalogne, de la personnalité et de la capacité juridiques. L’IBEI a la nature d’institut universitaire de recherche et est régi par ses propres statuts et son règlement intérieur. 

## Organisation et gouvernance
L'IBEI est présidé par Jacint Jordana, professeur de science politique et d'administration à l'Université Pompeu Fabra. Son principal domaine de recherche porte sur l'analyse des politiques publiques comparées, avec une attention particulière aux politiques de régulation et à leurs institutions spécialisées. Et par le président honoraire  Narcís Serra, économiste et homme politique espagnol, qui a occupé, entre autres, les postes de maire de Barcelone (1979-1982), ministre de la Défense de l'Espagne (1982-1991) et vice-président du gouvernement espagnol (1991-1995). 
Actuellement, la directrice de l'Institut est Laura Chaqués Bonafont, professeur de sciences politiques à l'Université de Barcelone. 
Le Conseil d’administration est le principal organe de direction de la fondation, et le Conseil scientifique est chargé des compétences liées à l’enseignement. L’IBEI compte aussi un Conseil universitaire présidé par Javier Solana, qui se réunit deux fois par an pour définir sa stratégie à moyen et long termes. 

## Mécénat, partenariats et collaborations universitaires
L’IBEI bénéficie du mécénat de la mairie de Barcelone, la Diputació de Barcelone, la fondation La Caixa, la Généralité de Catalogne et l’Aire métropolitaine de Barcelone, entre autres organisations et entreprises.  
L’Institut a également établi des partenariats avec d’autres institutions dans son domaine d’enseignement et de recherche. L’IBEI est membre de MUNDUS MAPP dans le domaine du programme Erasmus Mundus de la Commission européenne, au sein duquel elle est membre de l’association MUNDUS MAPP d’institutions universitaires, avec l’Université d’York et l’Université d’Europe centrale de Budapest. Ainsi, l’IBEI est engagé dans de nombreux partenariats de collaboration avec différentes institutions universitaires en Europe, en Asie, en Amérique du Nord et en Amérique latine, avec comme objectif de développement des activités conjointes, les échanges d’étudiants et de professeurs, et d’autres initiatives de collaboration. 

## Programmes d’études
Le programme académique de l’IBEI est aujourd’hui composé de quatre formations de niveau master : un master en Relations internationales, un master en Sécurité internationale, un master Erasmus Mundus en Politiques publiques (MUNDUS MAPP) et un master en Développement international. Sont également proposés des cours d’été sur des thèmes liés aux relations internationales et la politique économique internationale. La langue prédominante de l’enseignement est l’anglais, mais le master en Relations internationales est également proposé dans une version bilingue en anglais et castillan. Les étudiants doivent avoir une bonne maîtrise de l’anglais pour pouvoir s’inscrire.

### Cours de formation
L’IBEI organise chaque année différents cours d’été dans le domaine des relations internationales, la gouvernance globale et l’économie politique internationale. Ces dernières années, les cours ont été dispensés par des professeurs internationalement reconnus comme par exemple Helen Milner ou Andrew Moravcsik. En dehors des programmes de master, l’IBEI organise aussi au cours de l’année universitaire d’autres activités de formation, de manière ponctuelle ou continue. Parmi ces formations continues, on peut citer par exemple le master en Diplomatie et intervention extérieure, que l’IBEI organise avec DIPLOCAT (Généralité de Catalogne). On peut également citer les cours du réseau Barcelona’gov dont l’IBEI est membre, avec la mairie de Barcelone, l’Université Pompeu Fabra et l’IGOP (Université autonome de Barcelone). 

## Recherche
Actuellement, il existe cinq groupes de recherche à l’IBEI. Le groupe Globalization and public policy est centré sur l’influence de la globalisation sur la capacité de différents acteurs pour défendre et promouvoir ses intérêts économiques et politiques. Le groupe Norms and rules in international relations étudie le rôle des règles et normes dans le maintien de l’ordre international, ainsi que la manière dont les acteurs institutionnels formels et informels les appréhendent. Le groupe Institutions, inequality and development explore les dynamiques économiques et politiques qui génèrent différentes formes d’inégalité et sont à l’origine de la diversité des niveaux de développement dans le monde. Le groupe Security, conflict and peace analyse l’origine, les conséquences et la politique des conflits et la violence politique, ainsi que les stratégies qui peuvent être adoptées pour les prévenir ou y remédier. Le groupe States, diversity and collective identities mène des recherches sur les institutions étatiques, supranationales et de la société civile dans l’élaboration et la mobilisation d’identités collectives. 

## Personnel
L’IBEI est doté d’une équipe d’une vingtaine de professeurs et chercheurs, complétée par des professeurs invités, des chercheurs postdoctoraux, et différents collaborateurs. Depuis 2008, plus de soixante-dix professeurs et chercheurs invités ont été accueillis par l’IBEI pour des périodes allant de deux semaines à une année universitaire. Il soutient également de jeunes docteurs à présenter un dossier pour différents appels à projet pour qu’ils puissent mener leur recherche à l’Institut. 
Le personnel de l’IBEI est complété par une équipe de gestion, composée de quinze personnes responsables des procédures d’admission aux masters officiels, de la gestion des programmes, de la coordination des projets de recherche et de la formation professionnelle, des relations institutionnelles et de la communication, et de la gestion économique et administrative. 